# Clontibret
Clontibret (Cluain Tiobraid in irlandese) è un paese, sede di parrocchia, della Contea di Monaghan, in Irlanda. 
Si trova vicino al confine con l'Irlanda del Nord, tra le città di Monaghan e Castleblayney, lungo strada statale N2, che collega Dublino a Derry. Nel 2006 contava circa 300 abitanti.
Nei suoi pressi, nel 1595, si svolse la battaglia di Clontibret.